# Dušan Makavejev
Dušan Makavejev (Belgrado, Reino de Yugoslavia —ahora Serbia—; 13 de octubre de 1932-Ibidem, 25 de enero de 2019) fue un director de cine y guionista serbio, famoso por sus innovadoras películas del cine yugoslavo a finales de los años 60 y principios de la década de 1970, muchos de los cuales pertenecen a la Ola Negra. La película más exitosa a nivel internacional de Makavejev fue la sátira política de 1971, WR: Mysteries of the Organism, que dirigió y escribió.

## Carrera
Los tres primeros largometrajes de Makavejev, Man Is Not a Bird (1965, protagonista e icono del período de "ola negra" en el cine, Milena Dravić), Love Affair, o Case of the Missing Switchboard Operator (1967, protagonizada por la actriz e icono del período de "ola negra" en la película, Eva Ras) e Inocencia desprotegida (1968), todos le ganaron reconocimiento internacional. Este último ganó el Premio Extraordinario del Jurado del Oso de Plata en el 18º Festival Internacional de Cine de Berlín. En 1970 fue miembro del jurado en el 20º Festival Internacional de Cine de Berlín. En 1991 fue miembro del jurado en el 17º Festival Internacional de Cine de Moscú.
Su película de 1971, WR: Mysteries of the Organism (protagonizada por Milena Dravić, Jagoda Kaloper e Ivica Vidović) fue prohibida en Yugoslavia debido a su contenido sexual y político. El escándalo político que rodea a la película de Makavejev fue un síntoma de un clima político cada vez más opresivo en Yugoslavia, que terminó de manera efectiva con la carrera doméstica del director y provocó que dejara a Yugoslavia para vivir y trabajar en el extranjero, en Europa y América del Norte. La siguiente película de Makavejev, Sweet Movie (1974), fue el primer trabajo que el director produjo en su totalidad fuera de Yugoslavia (la película se realizó en Canadá). La descripción explícita del sexo de Sweet Movie junto con su tratamiento audaz de las dimensiones más tabú de la sexualidad redujeron el tamaño de la audiencia de la película (es decir, se limitó en gran medida al contexto art house) y también dio lugar a la censura de la película en varios países. 
Tras una pausa de siete años en la producción de largometrajes, Makavejev lanzó una comedia negra comparativamente más convencional titulada Montenegro (1981). El próximo largometraje del director, The Coca-Cola Kid (1985), que se basó en cuentos de Frank Moorhouse y contó con actuaciones de Eric Roberts y Greta Scacchi, es posiblemente su imagen más accesible. 
Makavejev aparece como uno de los narradores en el documental serbio Zabranjeni bez zabrane (Prohibido sin prohibirlo) de 2007, que ofrece una visión profunda de la historia y la naturaleza de la censura cinematográfica yugoslava a través de su investigación de los mecanismos políticos y culturales distintivos del país, como la prohibición de películas políticamente controvertidas. La película contiene entrevistas originales con cineastas clave de la era comunista.

## Filmografía
Makavejev dirigió los siguientes largometrajes: 
- El hombre no es un pájaro (1965); Escritor: Makavejev; Asistente de dirección: Kokan Rakonjac; Director de fotografía: Aleksandar Petković; Editor: Ljubiša Nešić
- Love Affair, o el caso del operador de centralita desaparecido (1967); Escritor: Makavejev; Subdirectores: Branko Vučićević y Želimir Žilnik; Director de fotografía: Aleksandar Petković; Editor: Katarina Stojanović
- Inocencia desprotegida (1968); Escritor: Makavejev; Asistente de dirección: Branko Vučeićević; Director de fotografía: Branko Perak; Editor: Ivanka Vukasović
- WR: Misterios del Organismo (1971); Escritor: Makavejev; Asistente de dirección: Bojana Marijan; Directores de fotografía: Aleksandar Petković y Predrag Popović; Editor: Ivanka Vukasović
- Dulce película (1974); Escritor: Makavejev; Subdirectores: Arnie Gilbert, Fernand Moszkowicz, Claire Denis y Bojana Marijan; Director de fotografía: Pierre Lhomme; Cámara: Yann Le Masson; Editor: Yann Dedet
- Montenegro (película) , (o "Pigs and Pear (1981): Escritor: Makavejev; Subdirector: Bojana Marijan y Arnie Gelbart; Director de fotografía: Tomislav Pinter; Editor: Sylvia Ingermarsson
- Coca-Cola Kid (1985): Escritor: Frank Moorhouse (basado en sus cuentos); Asistente de dirección: Bojana Marijan y Phil Rich; Director de fotografía: Dean Semler; Editor: John Scott
- Manifiesto (1988): Escritor: Makavejev; Asistente de dirección: Dejan Karaklajić; Director de fotografía: Tomislav Pinter; Editor: Tony Lawson.
- Baños de gorilas al mediodía (1992): Escritor: Makavejev; Directores de fotografía: Aleksandar Petković y Miodrag Miloošević; Editores: Vuksan Lukovac y Vladimir Milenković
- Hole in the Soul (1993): Escritor: Makavejev; Asistente de dirección: Mladen Mitrović; Director de fotografía: Rade Vladić; Cámara: Les Blank, Peter Lang y Alexander Calzatti
- Danish Girls Show Everything (1996) segmento "Dream"

Makevejev realizó una serie de cortometrajes, entre los que destacan: 
- Jatgan Mala (1953)
- Pečat (1955)
- Antonijevo razbijeno ogledalo (1957)
- Spomenicima ne treba verovati (1958)
- Osmjeh '61 (1961)
- Eci peci pec (1961)
- Parada (1962)
- Nova domaća životinja (1964)

## Premios y distinciones
Festival Internacional de Cine de Berlín
| Año  | Categoría                                      | Película             | Resultado |
| ---- | ---------------------------------------------- | -------------------- | --------- |
| 1968 | Oso de Plata. Premio extraordinario del jurado | Nevinost bez zastite | Ganador   |
| 1968 | Premio FIPRESCI                                | Nevinost bez zastite | Ganador   |